# Драган Фелдић
Драган Фелдић (Пожаревац, 31. мај 1937 — Пожаревац, 21. април 2017) био је српски писац и публициста.

## Биографија
Рођен је 31. маја 1937. у Пожаревцу. Тамо се и школовао, а Архитектонски факултет у Београду је завршио 1961. године. Као дипломирани инжењер архитекта је провео радни век у Пожаревцу.
Бавио се публицистиком, често се појављивао у локалним медијима.
Учествовао је у емисијама Радио Пожаревца и Радио Београда, био се појављивао у више телевизијских емисија.
Аутор је више од десет објављених књига, заједно са више од 200 објављених радова. Најпознатије књиге су му „Из старог Пожаревца” и „Кафане старог Пожаревца”.
Преминуо је 21. априла 2017. године. Сахрањен је на Старом гробљу у Пожаревцу.

## Извор
1. ↑  „цзкпо.рс” (PDF).
2. ↑  Boom93 (21. 4. 2017). „Преминуо Драган Фелдић”. Архивирано из оригинала 10. 03. 2023. г. Приступљено 10. 3. 2023.